# Фёдоровское Евангелие
Феодоровское Евангелие — рукописное иллюминированное Евангелие-апракос, созданное в XIV веке. Находится в собрании Ярославского историко-архитектурного и художественного музея-заповедника.

## История
По причине того, что запись писца в конце рукописи, а также какие-либо посвятительные надписи в Фёдоровском Евангелии отсутствуют, не представляется возможным однозначно установить историю его создания. По традиционной версии, Фёдоровское Евангелие имеет ярославское происхождение и является вкладом «по душе» ярославо-смоленского князя Фёдора Ростиславича Чёрного (1240—1299). По этой версии, заказчиком Евангелия является ростовский епископ Прохор. Ярославское происхождение Евангелия косвенно подтверждает его история: в 1803 году оно числилось в описи ярославского Успенского собора, и его листы не содержат каких-либо записей о его перемещениях в предшествующие века.
Другая версия связывает происхождение рукописи с тверским Феодоровским монастырём, в котором в XIV веке велось книгописание (в том числе и на греческом языке). По этой версии, Фёдоровское Евангелие могло быть вкладом в монастырь в качестве напрестольного Евангелия при обновлении монастыря после разгрома антимонгольского восстания 1327 года.

### Реставрация
В 2001 году Фёдоровское Евангелие поступило на реставрацию во Всероссийский художественный научно-реставрационный центр имени И. Э. Грабаря. При поступлении на реставрацию рукопись находилась в аварийном состоянии (деформированные листы, пересушенный пергамен, значительные загрязнения листов, отставание красочного слоя с угрозой осыпей). Специалистами было принято решение провести комплексные реставрационно-консервационные мероприятия: разброшюровать рукопись, удалить загрязнения листов и распрямить их, укрепить красочный слой. В ходе реставрации был восстановлен также переплёт рукописи (укреплены его доски и кожаное покрытие). Одновременно с реставрацией выполнялась исследовательские работы рукописи, включая макросъёмку миниатюр и инициалов.
После реставрации рукопись была возвращена в Ярославль и 26 октября 2007 года представлена участникам одиннадцатых Тихомировских краеведческих чтений в Ярославском музее-заповеднике.

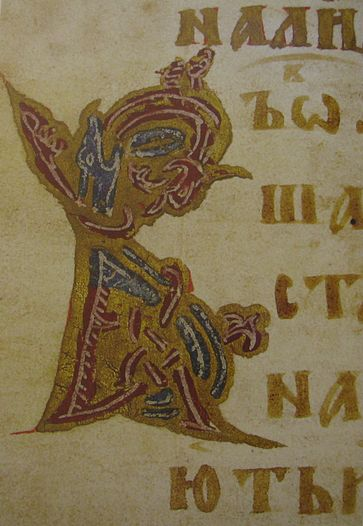
Один из инициалов Фёдоровского Евангелия

## Общая характеристика
Фёдоровское Евангелие написано на пергамене и состоит из 224 листов размером 34,7-35 на 27-28 см. Сохранность рукописи хорошая (утрачен один лист в середине и несколько листов в конце). Кодекс состоит из 27 тетрадей. Текст написан в два столбца, для чего страницы были разлинованы.
Рукопись написана одним почерком (за исключением листов 173—174 и 208А, вшитых в неё позднее). Письмо Евангелия представляет собой образец крупного каллиграфического устава (только к концу рукописи встречаются начертания близкие к полууставным). В правописании текста рукописи нет особенностей, которые могут указывать на связь его писца с новгородско-псковским регионом или галицко-волынскими землями. Поэтому методом исключения делается вывод о его происхождении с севера-востока Руси (земли Владимирского княжества).
В конце рукописи, после текстов Евангелий, находится месяцеслов. Он принадлежит к наиболее стандартным церковным календарям русской традиции XIV века и не даёт никаких указаний для возможного уточнения происхождения рукописи.

## Миниатюры
Рукопись украшена полнолистными миниатюрами с изображением евангелистов, расположенными перед большими разделами евангельских чтений, чьи тексты в соответствующем разделе являются основными. Кроме того в начале рукописи находится миниатюра с изображением Феодора Стратилата. Из орнаментальных украшений в рукописи находятся четыре больших заставки и многочисленные инициалы с тератологическими мотивами, характерными для большинства русских рукописей этого периода.
- Феодор Стратилат

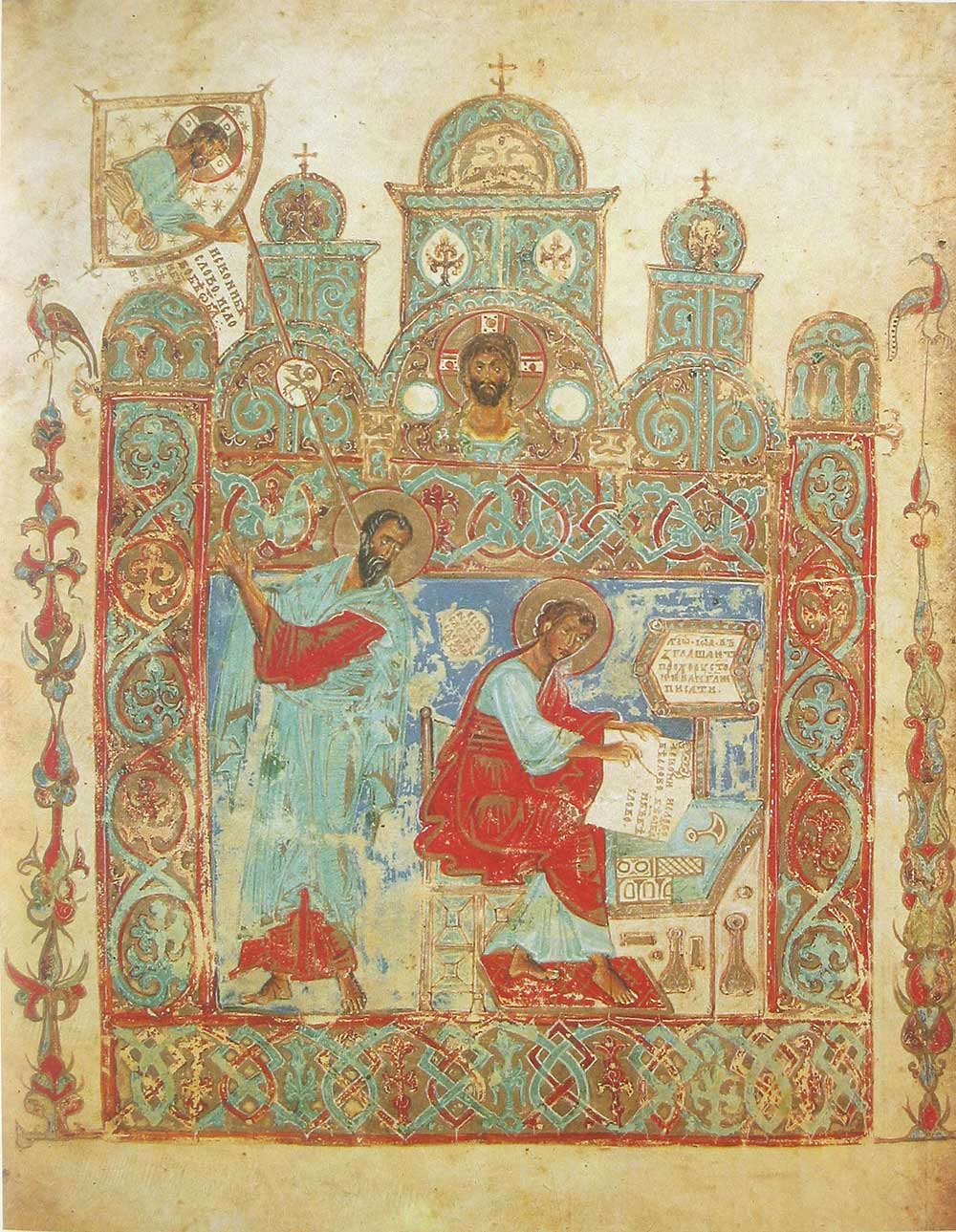
Иоанн Богослов и Прохор

Святой изображён в римских доспехах [источник?], правой рукой он опирается на копьё, в левой держит щит с изображением барса, за спиной виден меч. Миниатюра не имеет традиционного для древнерусской книжной традиции обрамления. Его заменяет изображение по сторонам фигуру святого Феодора двух фантастических растений на верхушках которых сидят павлины. Они символически указывают на пребывание святого в раю.
Доспехи святого отражены в археологическом материале Древней Руси. Пластины корпуса найдены в Гомельской доспешной мастерской 13 века. Пластины оплечья подобны найденным в Торжке в слое 14 века. На груди изображён зерцальный доспех, известный так же, по восточным изобразительным источникам. Миндалевидный щит типичен для эпохи 12-15 веков Древней Руси, меч характерен для Высокого Средневековья и имеет ярко выражённое навершие типа Q по типологии Э. Окшотта и рукоять мечей "колющего" типа. В целом миниатюра представляет собой важный источник в реконструкции древнерусского вооружения.
- Иоанн Богослов

Миниатюра с его изображением помещена в начале пасхальных чтений. Первые слова написанного им Евангелия трижды изображены на миниатюре: Иоанн слышит их с небес, диктует Прохору и на странице книги, которую пишет Прохор. На миниатюре в нарушение всех традиций фигура Прохора сделана доминирующей и помещена в центре. Это объясняется, что возможным заказчиком рукописи был ростовский епископ Прохор, который захотел выделить своего небесного патрона. Миниатюра имеет обрамление в виде храма, восходящее к домонгольской традиции. По сторонам храма изображены деревья и птицы, являющиеся вариациями аналогичных изображений миниатюры Феодора Стратилата.
- евангелисты Матфей, Марк и Лука

Миниатюры с их изображением выполнены мастером, отличным от автора первых двух. Он работал в монументальной манере, миниатюры лишены мелких деталей. Евангелисты изображены в одинаковых позах, нет разнообразия в изображениях мебели и архитектурного фона. При изображении евангелиста Матфея он скопировал для него лик с миниатюры Иоанна Богослова, выполненного первым мастером.
- заставки и инициалы

Инициалы выполнены в виде переплетённых лент с включением фантастических птиц, зверей и змей. При создании их узора он вначале был прорисован киноварным контуром, а затем раскрашен.